# خوسيهناتو بريتو دا سيلفا
خوسيهناتو بريتو دا سيلفا (23 أغسطس 1993 في باهيا في البرازيل – )؛ هو لاعب كرة قدم كان يلعب كلاعب وسط.

## وصلات خارجية
- خوسيهناتو بريتو دا سيلفا على موقع رابطة كرة القدم اليابانية للمحترفين (اليابانية)
- خوسيهناتو بريتو دا سيلفا على موقع قاعدة بيانات كرة القدم.إي يو (الإنجليزية)
- خوسيهناتو بريتو دا سيلفا على موقع Soccerway.com (الإنجليزية)
- خوسيهناتو بريتو دا سيلفا على موقع عالم كرة القدم.نت (الإنجليزية)